# Elite One 1997
Il campionato era formato da diciotto squadre e il Cotonsport Garoua vinse il titolo, il primo della sua storia.

## Classifica finale
| Pos. | Squadra            | G  | V  | N  | P  | GF | GS | Punti |
| ---- | ------------------ | -- | -- | -- | -- | -- | -- | ----- |
| 1    | Cotonsport Garoua  | 34 | 17 | 11 | 6  | 40 | 25 | 62    |
| 2    | Stade Bandjoun     | 34 | 16 | 12 | 6  | 33 | 21 | 60    |
| 3    | Union Douala       | 34 | 15 | 10 | 9  | 46 | 26 | 55    |
| 4    | Léopards Douala    | 34 | 15 | 9  | 10 | 36 | 23 | 54    |
| 5    | Olympic Mvolyé     | 34 | 13 | 10 | 11 | 36 | 38 | 49    |
| 6    | PWD Bamenda        | 34 | 11 | 15 | 8  | 33 | 28 | 48    |
| 7    | Tonnerre Yaoundé   | 34 | 13 | 9  | 12 | 31 | 30 | 48    |
| 8    | Canon Yaoundé      | 34 | 10 | 17 | 7  | 27 | 20 | 47    |
| 9    | Fovu Baham         | 34 | 13 | 8  | 13 | 44 | 42 | 47    |
| 10   | Unisport Bafang    | 34 | 11 | 13 | 10 | 43 | 31 | 46    |
| 11   | Dynamo Douala      | 34 | 11 | 13 | 10 | 36 | 29 | 46    |
| 12   | Kumbo Strikers     | 34 | 11 | 13 | 10 | 37 | 32 | 46    |
| 13   | Racing Bafoussam   | 34 | 12 | 10 | 12 | 37 | 35 | 46    |
| 14   | Panthère Bangangté | 34 | 12 | 10 | 12 | 35 | 33 | 46    |
| 15   | Avenir Douala      | 34 | 10 | 8  | 16 | 28 | 44 | 38    |
| 16   | Victoria United    | 34 | 8  | 8  | 18 | 32 | 51 | 32    |
| 17   | Prévoyance Yaoundé | 34 | 7  | 11 | 16 | 23 | 41 | 32    |
| 18   | Abong Mbang        | 34 | 4  | 7  | 23 | 20 | 68 | 19    |